# Faisà de Lady Amherst
El faisà de Lady Amherst (Chrysolophus amherstiae) és el nom científic d'un ocell de la família dels fasiànids (Phasianidae) que habita boscos, arbusts i bambús de les muntanyes del sud-est de Tibet, sud de la Xina i est de Myanmar. Criat com a ocell ornamental s'ha introduït a les Illes Britàniques.